# La caja 507
La caja 507 es una película española del año 2002 dirigida por Enrique Urbizu. Drama protagonizado por Antonio Resines, José Coronado y Goya Toledo.

## Sinopsis
Modesto Pardo (Antonio Resines) es el director de una sucursal bancaria secuestrado por unos atracadores que le mantienen encerrado en la misma. Mientras permanece encerrado, en una de las cajas de seguridad encuentra información relacionada con unas tierras donde hubo un incendio en el que falleció su hija. Su investigación acerca de este hecho le lleva a descubrir la verdadera historia del incendio, por lo que decide vengarse de los implicados en el caso.

## Premios
- Premio Sant Jordi a la mejor película española.[2]
- Festival du film policier de Cognac (2003) Ver
- Grand prix
- Prix de la critique internationale
- Prix spécial police
- Prix Première

## Curiosidades
- En principio, el personaje de José Coronado iba a llevar el cabello platino y un corte de pelo similar al del entrenador de fútbol Héctor Cúper, pero en el proceso de decoloración le abrasaron el pelo. Tuvieron que raparle la cabeza al cero y esperar a que le creciera hasta mostrar el aspecto que finalmente presenta en el filme.

- La Entidad BancoSol existe en la vida real, aunque sin el mismo logotipo.

- El periódico Europa Sur existe en la vida real, y Enrique Urbizu basó su guion en varias informaciones aparecidas en el rotativo.

- En ningún momento de la película se cita el nombre de la localidad en la que se desarrollan los hechos.

- En todas las fotos de José Coronado que aparecen en la película, el actor presenta el mismo corte de pelo, incluso en la foto del Diario Europa Sur, de 6 años antes.

- "Nos hemos basado en la realidad para escribir el guion, en infinidad de recortes de prensa", comenta Enrique Urbizu (director). (Cinemagazine)
- Entre las localizaciones del rodaje se encuentran Málaga, Torremolinos, Benalmádena, Fuengirola, Marbella, San Luis de Sabinillas, Manilva, Sotogrande, La Línea de la Concepción, Algeciras, Tarifa, Tánger, Toledo y Comunidad de Madrid.[1]

## Reparto
| Intérprete         | Personaje                     |
| ------------------ | ----------------------------- |
| Dafne Fernández    | María Pardo Muñoz             |
| Antonio Resines    | Modesto Pardo                 |
| Miriam Montilla    | Ángela Pardo                  |
| Félix Álvarez      | Ramón                         |
| Javier Coromina    | Toni Lomas                    |
| Antonio Mora       | Juan                          |
| Jordi Amat         | Guardia Seguridad de Bancosol |
| Juan Fernández     | Eugenio Regueira              |
| Sarina Röhr        | Mujer Rubia                   |
| Younes Bachir      | Khaled                        |
| Michele Nicholson  | Mujer Francesa                |
| Eva Gutiérrez      | Empleada Bancosol             |
| Jose Coronado      | Rafael Mazas                  |
| Jorge Calvo        | Aguiló                        |
| Miquel Gelabert    | Inspector 1                   |
| Domi Del Postigo   | Inspector 2                   |
| Pilar López        | Giannina                      |
| Xavier Serrat      | Roberto Crecci                |
| Gerald Elflein     | Camarero Alemán               |
| Goya Toledo        | Mónica Vega                   |
| Ana Sanz           | Enfermera                     |
| Federico Untermann | As Joven                      |
| Carlos Jimena      | Hijo Marcelo                  |
| Luciano Federico   | Marcelo Crecci                |
| Alberto Murroni    | Hombre Largo                  |
| Karla Sofía Gascón | Gafitas                       |
| Frank Nolting      | Corte Militar                 |
| Geli Albaladejo    | Empleada Alquiler de Coches   |
| Gilen Xabier       | Vigilante 'Las Zarzuelas'     |
| Paca López         | Funcionaria                   |
| Manuel Brun        | Sánchez                       |
| Sancho Gracia      | Santos Guijuelo               |
| Enrique Martínez   | Pichín Rivera                 |
| Ismael Martínez    | Javier Landa                  |
| Mohamed Lamchimchi | Abuelo Tánger                 |
| Héctor Colomé      | Director Europa Sur           |
| Antonio Canal      | Hombrecillo                   |
| Emilio Hernández   | Abogado Hombrecillo           |
| Paco Cambres       | Gerardo de la Hoz             |
| Lara Corrochano    | Prostituta                    |
| Miguel Induráin    | Miguel Induráin               |